# Gibraltarische Badmintonmeisterschaft
Badminton-Meisterschaften  von Gibraltar werden seit 1978 ausgetragen. Internationale Meisterschaften gab es mit den Gibraltar International seit 1986, jedoch wurden diese 1994 zum letzten Mal ausgetragen. Juniorenmeisterschaften sind seit 1997 dokumentiert, Mannschaftsmeisterschaften seit 1989.

## Die Titelträger
| Saison    | Herreneinzel               | Dameneinzel        | Herrendoppel                                | Damendoppel                             | Mixed                                     |
| --------- | -------------------------- | ------------------ | ------------------------------------------- | --------------------------------------- | ----------------------------------------- |
| 1978      | Grant Pearce               | nicht ausgetragen  | Andrew Maurice Montegriffo Purvis           | nicht ausgetragen                       | Andrew Maurice Montegriffo Shirley Purvis |
| 1979      | Andrew Maurice Montegriffo | nicht ausgetragen  | Andrew Maurice Montegriffo Charles Avellano | nicht ausgetragen                       | Andrew Maurice Montegriffo Shirley Purvis |
| 1980      | C. Avellano                | L. Swindell        | C. Swindell G. Whittington                  | L. Swindell D. Dallas                   | N. Watson M. Watson                       |
| 1981      | keine Daten                | keine Daten        | keine Daten                                 | keine Daten                             | keine Daten                               |
| 1982      | C. Swindell                | L. Swindell        | C. Swindell J. Rasell                       | L. Swindell D. Dallas                   | C. Swindell L. Swindell                   |
| 1983      | Nigel Phillips             | L. Swindell        | C. Swindell J. Rasell                       | L. Swindell S. Bailey                   | C. Swindell L. Swindell                   |
| 1984      | Nigel Phillips             | Shirley Purvis     | Andrew Maurice Montegriffo Harry Ward       | M. Clem L. Tucker                       | Harry Ward Shirley Purvis                 |
| 1985      | Nigel Phillips             | keine Daten        | keine Daten                                 | keine Daten                             | keine Daten                               |
| 1986      | Nigel Phillips             | Jean Penney        | Nigel Phillips N. Callender                 | Beverly Victory Lyn Lees                | Nigel Phillips M. Grice                   |
| 1987      | Stephen Olivares           | D. Tonkins         | C. Yeardley K. Howell                       | J. Cooper Jean Penney                   | D. Tonkins W. Tonkins                     |
| 1988      | Stephen Olivares           | Melissa Camilleri  | C. Yeardley K. Howell                       | Melissa Camilleri Linda Alvarez         | Stephen Olivares Linda Alvarez            |
| 1989      | Ivan de Haro               | Melissa Camilleri  | Ivan de Haro Chris Gomez                    | Melissa Camilleri Jasmine Infante       | Ivan de Haro Melissa Camilleri            |
| 1990      | Ivan de Haro               | Melissa Camilleri  | Ivan de Haro Chris Gomez                    | Melissa Camilleri Jasmine Infante       | Ivan de Haro Melissa Camilleri            |
| 1991      | Ivan de Haro               | Melissa Camilleri  | Ivan de Haro Chris Gomez                    | Melissa Camilleri Jasmine Infante       | Ivan de Haro Melissa Camilleri            |
| 1992      | Ivan de Haro               | Melissa Camilleri  | Ivan de Haro Chris Gomez                    | Melissa Camilleri Jasmine Infante       | Ivan de Haro Melissa Camilleri            |
| 1993      | Chris Gomez                | Melissa Camilleri  | T. Jorgensen Francis Viales                 | B. Jorgensen Margaret Ryan              | Chris Gomez Melissa Camilleri             |
| 1994      | Chris Gomez                | Melissa Sene       | Chris Gomez Francis Sanchez                 | Julie Mosquera Christine Julie Dobinson | Ivan de Haro Melissa Sene                 |
| 1995      | Ivan de Haro               | Melissa Sene       | Chris Gomez Thomas Westh Olsen              | Melissa Sene Jasmine Reyes              | Ivan de Haro Jasmine Reyes                |
| 1996      | Ivan de Haro               | Melissa Sene       | Ivan de Haro Chris Gomez                    | Julie Mosquera Christine Dobinson       | Ivan de Haro Rachel Estella               |
| 1997      | Ivan de Haro               | Jacqui Prior       | Ivan de Haro Francis Viales                 | Kate Kelly Jacqui Prior                 | Chris Gomez Kate Kelly                    |
| 1998      | Ivan de Haro               | Alison Avellano    | Ivan de Haro David Chevasco                 | Christine Dobinson Jasmine Reyes        | Ivan de Haro Kate Kelly                   |
| 1999      | Ivan de Haro               | Alison Avellano    | Ivan de Haro Robert Brooks                  | Christine Dobinson Jasmine Reyes        | Ivan de Haro Jasmine Reyes                |
| 2000      | Ivan de Haro               | Alison Avellano    | Ivan de Haro Robert Brooks                  | Alison Avellano Samantha Murchinson     | Ivan de Haro Elizabeth Nuza               |
| 2001      | Ivan de Haro               | Alison Avellano    | Ivan de Haro Robert Brooks                  | Alison Avellano Samantha Murchinson     | Ivan de Haro Elizabeth Nuza               |
| 2002      | Ivan de Haro               | Alison Avellano    | Ivan de Haro Gavin Vinales                  | Alison Avellano Marie Sanchez           | Ivan de Haro Linda Alvarez                |
| 2003      | Ivan de Haro               | Mel Shaw           | Ivan de Haro Gavin Vinales                  | Mel Shaw Marie Sanchez                  | Ivan de Haro Linda Alvarez                |
| 2004      | Ivan de Haro               | Lyndsey Goulston   | Ivan de Haro Chris Allan                    | Alison Avellano Samantha Murchison      | Chris Allan Alison Avellano               |
| 2005      | David Chevasco             | Ying King To       | David Chevasco Michael Chevasco             | Samantha Murchison Marie Sanchez        | Ivan de Haro Samantha Murchison           |
| 2006      | Ivan de Haro               | Jo Stevenson       | Ivan de Haro Chris Allan                    | Samantha Murchison Jo Stevenson         | Chris Allan Jo Stevenson                  |
| 2007      | Ivan de Haro               | Lyndsey Goulston   | Ivan de Haro Chris Allan                    | Samantha Murchison Lyndsey Goulston     | Ivan de Haro Samantha Murchison           |
| 2008      | Ivan de Haro               | Samantha Murchison | Ivan de Haro Chris Allan                    | Samantha Murchison Jennifer Kwan        | Ivan de Haro Samantha Murchison           |
| 2009      | Kasper Thy Jessen          | Samantha Murchison | Ivan de Haro Chris Allan                    | Samantha Murchison Jennifer Kwan        | Kasper Thy Jessen Sevellanne Gordon       |
| 2010      | Ivan de Haro               | Alison Avellano    | Ivan de Haro Chris Gomez                    | Alison Avellano B. Taylor               | Ivan de Haro Sevellanne Gordon            |
| 2011      | Ivan de Haro               | Alison Avellano    | Ivan de Haro Chris Allan                    | Alison Avellano Sevellanne Gordon       | Kasper Thy Jessen Alison Avellano         |
| 2012      | Ivan de Haro               | Alison Avellano    | Ivan de Haro Chris Allan                    | Alison Avellano Sevellanne Gordon       | Ivan de Haro Sevellanne Gordon            |
| 2013      | Ivan de Haro               | Alison Avellano    | Ivan de Haro Chris Allan                    | Alison Avellano Sevellanne Gordon       | Kasper Thy Jessen Alison Avellano         |
| 2014      | Kasper Thy Jessen          | Alison Jessen      | Ivan de Haro James Linares                  | Alison Jessen Sevellanne Gordon         | Kasper Thy Jessen Alison Jessen           |
| 2015      | Kasper Thy Jessen          | Sevelanne Newsham  | Ivan de Haro James Linares                  | Alison Jessen S. Newsham                | Kasper Thy Jessen Alison Jessen           |
| 2016      | Kasper Thy Jessen          | Chantal De’Ath     | Kasper Thy Jessen Charles Avellano          | Alison Jessen Chantal De’Ath            | Kasper Thy Jessen Alison Jessen           |
| 2017      | Kasper Thy Jessen          | Ina Lungova        | Kasper Thy Jessen Charles Avellano          | Alison Jessen Chantal De’Ath            | Kasper Thy Jessen Alison Jessen           |
| 2018      | Kasper Thy Jessen          | Ina Lungova        | Ivan de Haro M. Hodgson                     | Ina Lungova Chantal De’Ath              | James Linares Ina Lungova                 |
| 2019      | Kasper Thy Jessen          | Alison Jessen      | Kasper Thy Jessen Charles Avellano          | Alison Jessen Chantal De’Ath            | James Linares Chantal De’Ath              |
| 2020      | nicht ausgetragen          | nicht ausgetragen  | nicht ausgetragen                           | nicht ausgetragen                       | nicht ausgetragen                         |
| 2021 2024 | keine Daten                | keine Daten        | keine Daten                                 | keine Daten                             | keine Daten                               |